# Hoinarul
Hoinarul este un film românesc din 2013 regizat de Artin Badea.